# Lynn Kanuka-Williams
Lynn Kanuka, coniugata Williams (Regina, 11 luglio 1960), è un'ex mezzofondista canadese, vincitrice di una medaglia di bronzo ai Giochi olimpici di Los Angeles 1984.

## Palmarès
| Anno | Manifestazione           | Sede         | Evento | Risultato | Prestazione | Note |
| ---- | ------------------------ | ------------ | ------ | --------- | ----------- | ---- |
| 1983 | Mondiali                 | Helsinki     | 3000m  | 10ª       | 8'50"20     |      |
| 1984 | Giochi olimpici          | Los Angeles  | 3000m  | Bronzo    | 8'42"14     |      |
| 1986 | Giochi del Commonwealth  | Edimburgo    | 1500m  | Bronzo    | 4'12"66     |      |
| 1986 | Giochi del Commonwealth  | Edimburgo    | 3000m  | Oro       | 8'54"29     |      |
| 1987 | Mondiali indoor          | Indianapolis | 3000m  | 6ª        | 8'50"80     |      |
| 1987 | Mondiali                 | Roma         | 3000m  | 9ª        | 8'49"91     |      |
| 1988 | Giochi olimpici          | Seul         | 1500m  | 5ª        | 4'00"86     |      |
| 1988 | Giochi olimpici          | Seul         | 3000m  | 8ª        | 8'38"43     |      |
| 1989 | Mondiali corsa campestre | Stavanger    | 6km    | Bronzo    | 22'41"      |      |